# Mobbing
Mobbing je druh rafinované šikany na pracovišti. Samotný pojem mobbing má základ v angličtině (mob = hromadně napadnout, dotírat) a používá se také v etologii (zavedl ho Konrad Lorenz[zdroj?]), kde popisuje chování zvířat, kdy si zvířecí společenství (např. stádo) brání své území před vetřelcem tím, že na něj jako celek útočí. V samotných anglicky mluvících zemích se pro označení šikany na pracovišti užívá pojmu emotional abuse (emoční týrání, emoční špatné zacházení). V češtině se lze setkat i s označením teror na pracovišti nebo psychoteror.[zdroj?]

## Definice
Mobbing označuje nejrůznější formy znepříjemňování života na pracovišti. Jedná se o útoky skupiny proti jednotlivci. Charakteristická je pro ně skrytost, rafinovanost a zákeřnost. Při rozhodování, zda už jde o mobbing se užívá tzv. Leymannova pravidla: za mobbing lze považovat pouze chování, které se objevuje alespoň 1× týdně po dobu minimálně 6 měsíců. Někdy bývá pod mobbing zařazováno i sexuální obtěžování na pracovišti, jiné pojetí mobbing vymezuje jako špatné zacházení bez sexuální či rasové příčiny. Dle výsledků výzkumu z roku 2002 je obětí mobbingu 4–8 % pracujících.
Workplace bullying (do češtiny překládáno jako šikana na pracovišti či mobbing) – nejčastěji používaný výraz v Austrálii, Spojeném království a severní Evropě, bývá nejčastěji používaným termínem ve výzkumné komunitě. Termín je odvozen ze slova bully – brutální člověk, tyran, hulvát, hrubián. Ustálená definice, používaná například v Dotazníku negativních činností (Negative Acts Questionnaire, NAQ-R), charakterizuje šikanu/mobbing jako "situaci, kdy se jeden nebo více jedinců stává opakovaně a po delší časový úsek terčem negativního jednání ze strany jedné či více osob, a to za situace, kdy šikanovaná osoba shledává obtížným se proti tomuto jednání bránit. Za šikanu obvykle není považován jednorázový incident."
Variantou šikany na pracovišti je tzv. bossing. Je specifický tím, že šikany se dopouští nadřízený pracovník. Bossing je psychická šikana v zaměstnání, které se dopouští na svém podřízeném nadřízený pracovník. Jedná se tedy o chování nadřízeného, které poškozuje podřízeného před jeho kolegy, znesnadňuje či znemožňuje mu jeho práci. Bossing se vyvíjí a stupňuje. Tato šikana zhoršuje vztahy na pracovišti a zvyšuje kult osobnosti vedoucích.
Za šikanu (BOSSING) může být považováno:
- přehnané kontrolování plnění povinností či docházky,
- neschválení dovolené,
- arogantní chování,
- slovní urážky,
- nedocenění práce či častá a neoprávněná kritika,
- zesměšňování před kolegy,
- zadávání příliš složitých úkolů (na které nemá podřízený kvalifikaci nebo jsou nesplnitelné),
- zabraňování přístupu k informacím např. od nadřízených vede k neinformovanosti,
- nemožnost vyjádřit svůj názor nebo navrhnout své návrhy,
- přisvojení si práce podřízeného jeho šéfem,
- sexuální obtěžování,
- bezdůvodné vyhrožování výpovědí (ukončením služebního poměru),
- různé naschvály (odebrání kancelářských potřeb…),
- přemíra přesčasů,
- probírání drobných chybiček, které jsou u ostatních přehlíženy atd.

Od šikany školní a vojenské se mobbing odlišuje právě svou skrytostí, rafinovaností a zákeřností.
Formy chování a postupy, které je možné považovat za mobbing:
- Kategorie I – útok na možnost vyjádřit se, svěřit se (neustálé přerušování, bezbřehá kritika, vyhrožování)
- Kategorie II – útoky na sociální vztahy („nemluví se“ s vámi, jste vzduch, jste odloučeni od svých kolegů, ostrakismus)
- Kategorie III – útoky na vaši pověst, úctu a vážnost (pomluvy, zesměšňování, znevažování národnosti, vyznání)
- Kategorie IV – útoky na kvalitu pracovního či osobního života (nesmyslné pracovní úkoly, nesplnitelné úkoly)
- Kategorie V – útoky na zdraví (práce poškozující zdraví, vyhrožování fyzickým násilím, sexuální obtěžování)

## Fáze mobbingu
Pavel Beňo určuje u mobbingu čtyři fáze:
1. první konflikty, schválnosti, pomluvy, zadržování informací – nejde ještě o plánovité chování
2. přechod k systematickému psychoteroru, činnosti jsou plánovány a vykonávány se záměrem poškodit druhého
3. v této fázi dochází ke konkrétnímu napadání a útokům, obviňování, pracovnímu přetěžování; mobbovaný je před vedením označen za „černou ovci“, což vede k dalším křivdám a zároveň mobbing dostává požehnání od vedení společnosti
4. postižený je zlomen v celé struktuře své osobnosti a obyčejně vykazuje ty znaky chování, jež mu byly zpočátku neoprávněně vytýkány, s touto novou situací se musí zaměstnavatel vypořádat a postižený je např. propuštěn.

## Cíle a příčiny
Cílem mobbingu je poškození druhého za účelem jeho následného propuštění ze zaměstnání (lidově „vyštípání z práce“). Příčin může být velké množství, především se ale na mobbingu podepisuje:
- pocit sociálního ohrožení, strach z nezaměstnanosti na straně mobbujícího
- nízká firemní kultura
- závist a konkurenční vztahy
- struktura osobnosti mobbovaného

Podle některých autorů je mobbing živen atmosférou tržní ekonomiky, s její tvrdou konkurencí a hrozbou nezaměstnanosti.

## Následky a nebezpečí mobbingu
Následky mobbingu mohou sahat od četných psychosomatických symptomů a potíží až k sebepoškozování a sebevraždě. Skrytost a zákeřnost mobbingu mnohdy v mobbovaném vyvolá dojem, že trpí stihomamem, a ten o sobě začne vážně pochybovat.
Mobbing může vést až k sebevraždě (20 % ze všech sebevražd[zdroj?]). Mobbing připravuje své oběti o sebevědomí a stopy v nich zůstávají dlouho.

## Výskyt mobbingu v ČR
Podle průzkumu z roku 2001, který prováděla agentura Gfk, zažilo šikanu na pracovišti 16 % lidí. Statistiky ze západních zemí uvádějí poloviční hodnoty, 8–10%[zdroj?].
Novější výzkumy v ČR se zaměřily na výskyt mobbingu ve specifických pracovních sektorech, zejména ve vzdělávání. Výzkum mezi učiteli ZŠ (Čech, 2011) zjistil výskyt 14 % ze strany nadřízených a 9 % ze strany kolegů, přičemž zjišťován byl mobbing za posledních 6 měsíců. Zábrodská a Květon (2012, 2013) zjišťovali za použití Dotazníku negativních aktů (NAQ-R) výskyt mobbingu mezi akademickými a neakademickými zaměstnanci na českých univerzitách. Zjistili, že 14 % univerzitních zaměstnanců se v průběhu posledního roku stalo terčem mobbingu dle behaviorální definice (vystavení alespoň jednomu negativnímu aktu alespoň 1× týdně), 8 % se samo považovalo za oběti mobbingu (subjektivní definice).

## Obrana proti mobbingu
Zahraniční a v omezené míře i tuzemské studie ukazují, že nejvíce efektivní je kolektivní obrana, konkrétně situace, kdy spolupracovníci poskytnou oběti mobbingu sociální podporu a rozhodnou se společně vystoupit na její obranu. Kolektivní obranou jsou také rozmanité výzvy a petice proti nelidským vztahům v zaměstnání. V některých případech je také účinné vtažení třetí strany (např. nadřízený) do řešení.
Obranou proti mobbingu je včasná prevence a informovanost. Oběť se musí začít bránit hned zpočátku. Pokud nepomůže klasická obrana (vzepřít se mobbingu), je vhodné kontaktovat odborníka či občanské sdružení. Pomoci by mohl (teoreticky) také Úřad práce anebo odbory.